# 穆斯塔法星
穆斯塔法星（英語：Mustafar），是喬治·盧卡斯導演的著名科幻電影《星球大戰》中的一個虛構的星球。它被設定為一顆表面有幾百個火山和岩漿河的星球，大部分火山不斷爆發。在《星球大戰前傳III：黑帝君臨》與《星際大戰外傳：俠盜一號》中出現。

## 描述
穆斯塔法星是一顆火山行星，在那裡火山熔岩被當作一種珍貴的天然資源來開採，是礦物質和能量的天然礦場。這顆行星擁有極端的熔岩地貌，因此成為了犯罪組織黑日毀滅犯罪證據的地方，更是達斯·魔等西斯的訓練場所。另外，由於強烈的地質活動產生自然掃描干擾，穆斯塔法星在它歷史上絕大多數時期都躲開了探奇的目光。
複製人戰爭開始後三年，杜庫伯爵陣亡，格里弗斯將軍成為獨立聯邦的首領，暗中操縱獨立聯邦的達斯·西帝命令格里弗斯將軍將貿易聯邦的總部撤到穆斯塔法星。總部設於一個位於懸崖邊上的巨大工廠，依靠閃光的偏導護盾來壓制附近環境的任何噴發及轉移熱量，以防止周圍的火山環境對其造成損害。
不久格里弗斯將軍被歐比王殺死，紐特·岡雷成為獨立聯邦及貿易聯邦的首領。而後坐穩銀河帝國寶座的達斯·西帝，為了除去任何影響到其地位的可能性，便派墮入黑暗勢力的安納金（即達斯·維達）往穆斯塔法星的聯邦總部，剿滅包括紐特·岡雷總督在內的所有分裂分子，從此機器人士兵全部停止運作，貿易聯邦滅亡，其資金亦被銀河帝國沒收。此總部作為貿易聯邦的最後一個總部，同時亦標誌著複製人戰爭的終結。
在安納金離開之後，歐比王跟隨佩咪來到該星球。歐比王因安納金投入黑暗面而悲憤，並與其展開了一場激烈的光劍格鬥，戰場貫穿整座工廠。偏導護盾在決鬥中被關閉，工廠暴露在隨時噴發的熔岩之中。當歐比王與安納金在工廠的一架外伸採集臂上相峙時，岩漿噴發將岩漿澆在採集臂上，採集臂不堪高溫而斷裂，漸落入熔岩流中。在斷臂順流跌下瀑布之際，兩人跳離即將解體的斷臂，分別落到近旁的一個工作機器人和一塊採礦平臺上。他們的決鬥在反重力裝置冷卻的表面上繼續著，歐比王最終在戰鬥中佔領了熔岩岸邊的制高點，他在安納金試圖上岸攻擊的霎那間迅速斬斷了安納金的雙腿和左手，歐比王擊敗了安納金。
安納金翻滾到岩漿的岸邊，機械右臂無法抓緊岸邊鬆散的砂石越掙扎越向下滑，高溫使安納金身上的衣服點燃，火勢席卷全身。歐比王始終遵從絕地之道，不對無反擊能力的人下殺手，他撿走安納金的光劍，並將安納金的生死留給原力決定。歐比王帶著重傷的佩咪離開星球後不久，達斯·西帝及時趕來營救全身受到了致命的燒傷的安納金。
安納金受光劍與火焰重創致殘，肺部及喉嚨嚴重損壞，這導致以後達斯·維達必須穿上笨重的盔甲和維生系統度過餘生。

## 其他
- 穆斯塔法星最初稱為“Mufasta”。
- 穆斯塔法是阿拉伯語，意思是「被選中的人(The chosen one)」。
- 穆斯塔法星是以木衞一為藍本。
- 穆斯塔法星的外景取自西西里島的埃特納火山，再加上模型和電腦特效結合而成。

## 外部連結
- Wookieepedia上的相关条目：Mustafar